# Bosbasch
Bosbasch (auch Bozbash; aus den aserbaidschanischen Wörtern „boz“ (grau) und „bash“ (Kopf)) ist eine Suppe aus Fleisch in der Aserbaidschanischen Küche.

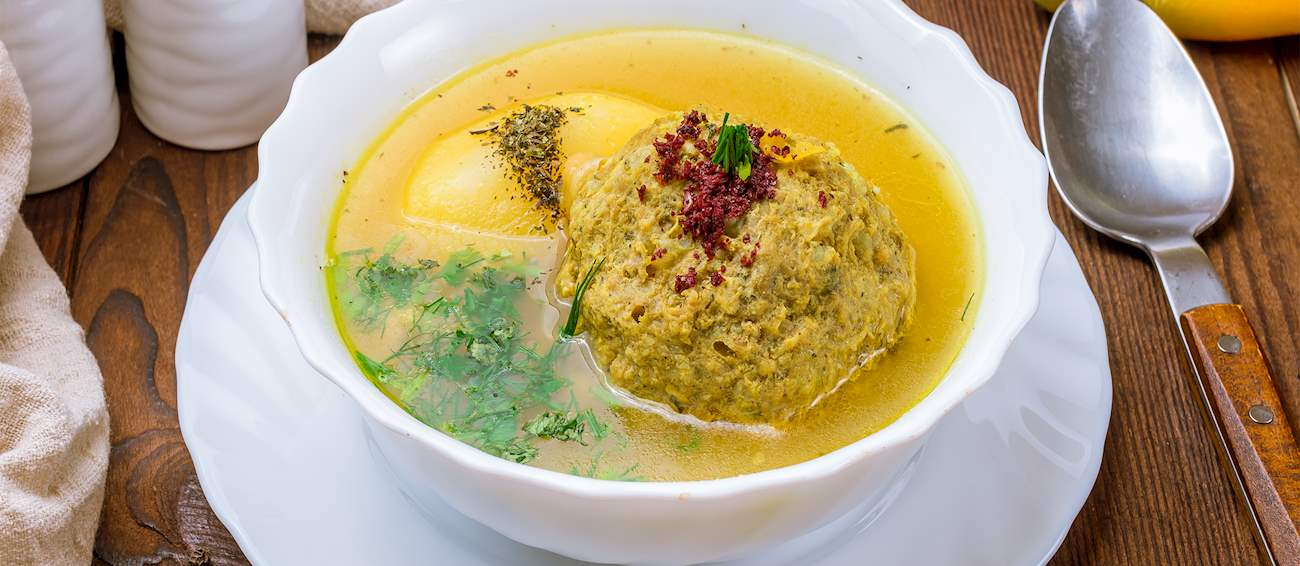
Küftə (meatball) Bozbash

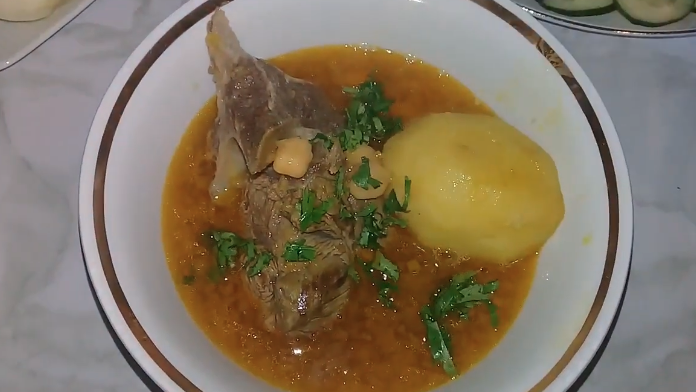
Tikə (chunky) Bozbash

Bosbasch gilt als verbreitetste Fleischsuppe der aserbaidschanischen Küche. Sie besteht generell aus Schaffleisch, welches je nach Region und Jahreszeit mit Gemüse und Obst kombiniert wird. Für die Zubereitung kocht man das Fleisch, bis es halbgar ist. Danach brät man das Fleisch in einem anderen Topf an und schmort es in der Fleischbrühe zu Ende. Am Ende des Garprozesses wird die Suppe mit Essig oder Fruchtsaft säuerlich abgeschmeckt. Typische Gewürze sind Salz, Pfeffer, Petersilie, Koriander und Basilikum. Standardzutaten sind neben Kartoffeln, Zwiebeln und Tomaten, Bergerbsen (Nut) und je nach Jahreszeit Edelkastanien.
Bekannte Varianten der Suppe sind:
- Winter-Bosbasch: Standardrezept mit Aprikosen und Essig
- Sommer-Bosbasch: Standardrezept mit Zitronensaft oder Granatapfelsaft
- Bunter Bosbasch: Standardrezept mit Aprikosen, Gemüsepaprika, Äpfeln, Eibischfrüchten und Schlehenpflaumen.
- Shoushin Bosbasch: Standardrezept mit Quitten, Äpfeln und Minze.